# 白求恩海灘 (佛羅里達州)
白求恩海灘（英語：Bethune Beach）是位於美國佛羅里達州福祿喜雅縣的一個非建制地區。該地的面積和人口皆未知。

## 地理
白求恩海灘的座標為28°56′57″N 80°50′16″W / 28.94917°N 80.83778°W，而該地的平均海拔高度為3米（即10英尺）。